# لونتیک
لونتیک (روسی: Лунтик؛ انگلیسی: Luntik) با نامِ کاملِ ماجراهای لونتیک و دوستانش (روسی: Приключения Лунтика и его друзей) نام یک مجموعهٔ تلویزیونی کارتونی محصول کشور روسیه است.
این کارتون نخستین بار در ۱ سپتامبر ۲۰۰۶ از شبکهٔ تلویزیونی «روسیه ۱» به روی آنتن رفت و تولید آن تا ۲۵ مه ۲۰۱۶ ادامه یافته و در مجموع ۴۸۰ قسمت از آن ساخته شد.
داستان این مجموعه دربارهٔ یک موجود مهربان و صلح‌دوست است که از کره ماه روی زمین افتاده است و هربار با دوستانش، ماجراهایی را پشت سر می‌گذارد. مخاطبان این کارتون کودکان ۱/۵ تا ۶ ساله هستند و ساختِ آن با مشاورهٔ معلمان و روانشناسان کودک صورت پذیرفته است و مفادِ اصلی برنامهٔ درسی پیش‌دبستانی روسیه در آن گنجانده شده است: یادگیریِ «رنگ‌ها»، «حساب»، «چطور باید رفتار خوب داشت»، «مؤدب بودن»، «دوستِ خوب بودن» و «دوست‌یابی». تعداد بازدیدهای این مجموعهٔ کارتونی در سایت اینترنتی «یوتیوب» از یک میلیارد نفر گذشته است.
این مجموعه به زبان فارسی و برای شبکهٔ دوم سیما دوبله شده است.